# دوك وايت
دوك وايت (بالإنجليزية: Doc White)‏ هو لاعب كرة قاعدة أمريكي، ولد في 9 أبريل 1879 في واشنطن العاصمة في الولايات المتحدة، وتوفي في 19 فبراير 1969 في سيلفر سبرينغ في الولايات المتحدة.

## وصلات خارجية
- دوك وايت على موقعبيزبول رفرنس.كوم (الدوري الرئيسي) (الإنجليزية)
- دوك وايت على موقع جمعية أبحاث البيسبول الأمريكية (الإنجليزية)